# Ibrahim Youssef Al-Doy
Ibrahim Youssef Al-Doy (Muharraq; 22 de enero de 1945) ex un exárbitro de fútbol bareiní. Es conocido por haber arbitrado un partido de la Copa Mundial de la FIFA en España, que fue la victoria récord de Hungría por 10-1 sobre El Salvador en Elche el 15 de junio de 1982.

## Trayectoria
Aprobó el examen de arbitraje en 1963. De acuerdo con la práctica habitual, también ejerció regularmente como árbitro de tierra. En 1967, se convirtió en árbitro de la Liga Premier de Baréin.
Fue nominado como árbitro internacional por el Comité de Árbitros de la Federación de Fútbol de Baréin y fue registrado en la Federación Internacional de Fútbol Asociación (FIFA) desde 1970.
Arbitró partidos de clasificación de AFC/OFC para la Copa Mundial de 1982. Fue contratado por la FIFA para la Copa Mundial de 1982.
Si no estaba arbitrando como central, actuó como árbitro asistente y
se retiró del arbitraje en 1990, al alcanzar el límite de edad de la FIFA a los 45 años.